# Maiella Sud Ovest
Maiella Sud Ovest este o arie protejată (arie specială de conservare — SAC, sit de importanță comunitară — SCI) din Italia întinsă pe o suprafață de 6.276 ha, integral pe uscat.

## Localizare
Centrul sitului Maiella Sud Ovest este situat la coordonatele 41°57′17″N 14°00′59″E / 41.954722°N 14.016389°E.

## Înființare
Situl Maiella Sud Ovest a fost declarat sit de importanță comunitară în aprilie 1995 pentru a proteja 14 specii de animale. Situl a fost protejat și ca arie specială de conservare în decembrie 2020.

## Biodiversitate
Situată în ecoregiunea alpină, aria protejată conține 10 habitate naturale: Formațiuni de Juniperus communis pe lande sau pajiști calcaroase, Pajiști uscate seminaturale și facies de acoperire cu tufișuri pe substraturi calcaroase (Festuco-Brometalia) (* situri importante pentru orhidee), Pajiști alpine și subalpine calcaroase, Păduri de fag din Apenini cu Taxus și Ilex, Pajiști carstice calcaroase sau bazofile, de Alysso-Sedion albi, Mlaștini turboase de tranziție și turbării mișcătoare, Pante stâncoase calcaroase cu vegetație casmofită, Fânețe de joasă altitudine (Alopecurus pratensis, Sanguisorba officinalis), Liziere de ierburi înalte hidrofile de câmpie și de nivel montan până la alpin, Grohotișuri termofile și vest-mediteraneene.
La baza desemnării sitului se află mai multe specii protejate:
- păsări (10): potârnichea de stâncă (Alectoris graeca saxatilis), prepeliță (Coturnix coturnix), ciocănitoare cu spate alb (Dendrocopos leucotos), muscar-gulerat (Ficedula albicollis), Gallinago media, sfrâncioc roșiatic (Lanius collurio), mierlă de piatră (Monticola saxatilis), codobatura galbenă (Motacilla flava), viespar (Pernis apivorus), mărăcinar (Saxicola rubetra)
- mamifere (3): lupul (Canis lupus), liliac cu urechi mari (Myotis bechsteinii), urs brun (Ursus arctos)
- nevertebrate (1): Rosalia alpina

Pe lângă speciile protejate, pe teritoriul sitului au mai fost identificate 13 specii de plante, 1 specie de mamifere.